# Sun Valley Serenade
Sun Valley Serenade é um filme norte-americano de 1941, do gênero comédia musical, dirigido por H. Bruce Humberstone e estrelado por Sonja Henie e John Payne.
Produção da 20th Century Fox, o estúdio dos melhores musicais da década de 1940, o filme é ambientado no resort de Sun Valley, famoso pela prática do esqui e outros esportes radicais.
Na parte musical, comandada por Glenn Miller e sua orquestra, estão vários clássicos do cancioneiro norte-americano, como In the Mood, Moonlight Serenade e a indicada ao Oscar Chattanooga Choo Choo, cantada e dançada por Dorothy Dandridge e os Nicholas Brothers.

## Sinopse
Phil Corey e sua orquestra chegam a Sun Valley, Idaho, para cumprir um compromisso. O pianista Ted Scott se vê envolve com Karen Benson, uma refugiada norueguesa que é também campeã dos patins. Enciumada, Vivian Dawn, a solista da orquestra, vai embora. Kate assume seu lugar e faz um enorme sucesso ao apresentar um maravilhoso número de patinação no gelo.

## Premiações
| Patrocinador                                  | Prêmio | Categoria                                                                                               | Situação |
| --------------------------------------------- | ------ | --- | -------- |
| Academia de Artes e Ciências Cinematográficas | Oscar  | Melhor Fotografia (preto e branco) Melhor Canção Original Melhor Trilha Sonora Original (filme musical) | Indicado |

## Elenco
| Ator/Atriz            | Personagem            |
| --------------------- | --------------------- |
| Sonja Renie           | Karen Benson          |
| John Payne            | Ted Scott             |
| Glenn Miller          | Phil Corey            |
| Milton Berle          | Nifty Allen           |
| Lynn Bari             | Vivian Dawn           |
| Joan Davis            | Senhorita Carstairs   |
| The Nicholas Brothers | The Nicholas Brothers |
| William B. Davidson   | Murray                |
| Dorothy Dandridge     | Dorothy Dandridge     |
| Almira Sessions       | Enfermeira            |
| Mel Ruick             | Band leader           |

## Literatura
- Albagli, Fernando (1988). Tudo Sobre o Oscar. Rio de Janeiro: EBAL. ISBN 8527200155
- Filho, Rubens Ewald (2003). O Oscar e Eu. São Paulo: Companhia Editora Nacional. ISBN 8504006069
- Maltin, Leonard (2010). Classic Movie Guide, segunda edição (em inglês). Nova Iorque: Plume. ISBN 9780452295773